# Caulolatilus williamsi
Caulolatilus williamsi е вид бодлоперка от семейство Malacanthidae.

## Разпространение и местообитание
Видът е разпространен в Американски Вирджински острови, Бахамски острови и Британски Вирджински острови.
Обитава пясъчните дъна на морета и рифове. Среща се на дълбочина около 238 m.

## Описание
На дължина достигат до 46,9 cm, а теглото им е не повече от 1310 g.